# Albert P. Morehouse

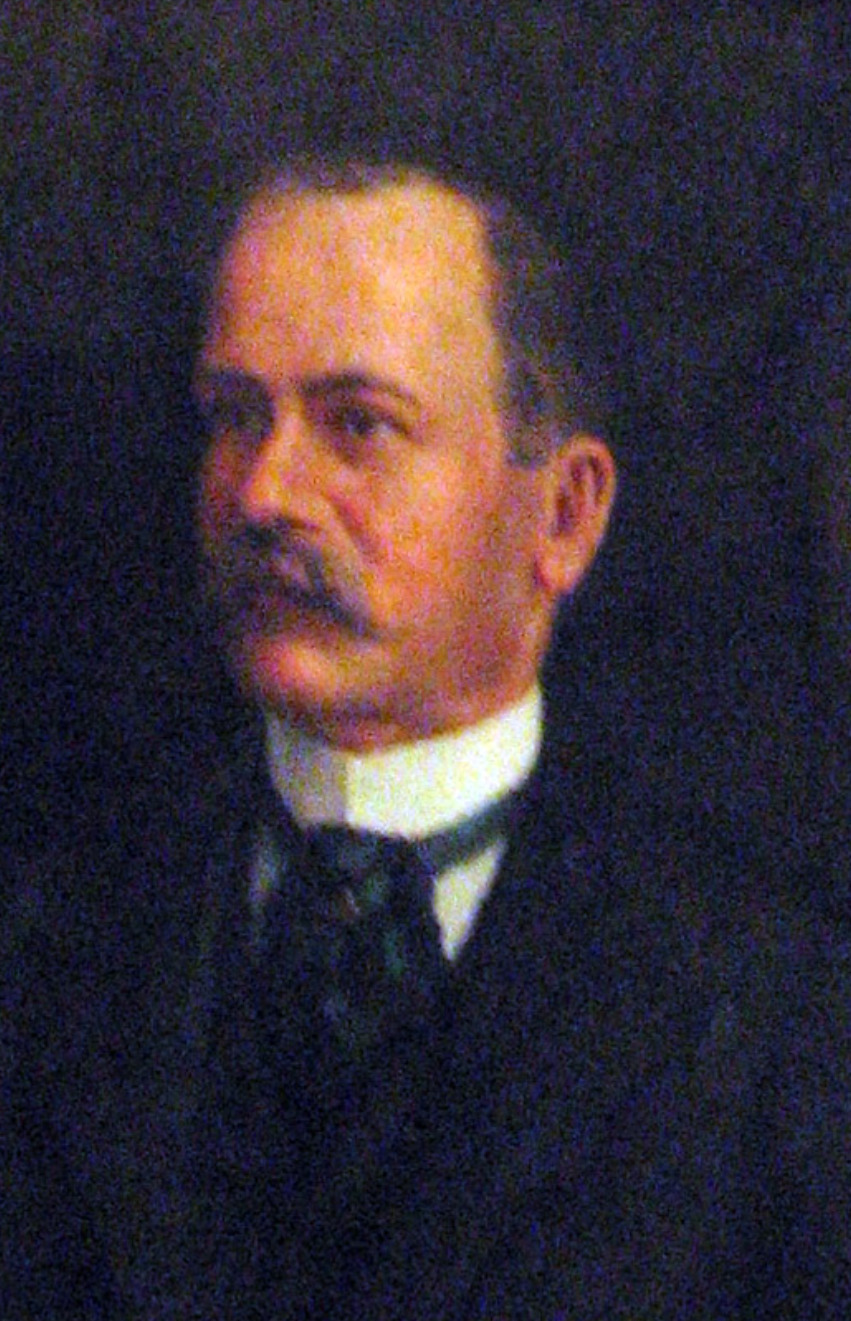
Offizielles Porträt von Albert Morehouse

Albert Pickett Morehouse (* 11. Juli 1835 im Delaware County, Ohio; † 23. September 1891) war ein US-amerikanischer Politiker (Demokratische Partei) und von 1887 bis 1889 der 26. Gouverneur von Missouri.

## Frühe Jahre
Albert Morehouse besuchte die öffentlichen Schulen seiner Heimat in Ohio. Im Jahr 1856 zog er nach Missouri, wo er Jura studierte und im Jahr 1860 als Anwalt zugelassen wurde. Daraufhin begann er in Maryville in diesem Beruf zu arbeiten. Während des Amerikanischen Bürgerkrieges war er First Lieutenant in der Armee der Union. Albert Morehouse war mit Martha E. McFadden verheiratet, mit der er drei Kinder hatte.

## Politische Laufbahn
Morehouse war in den Jahren 1872 und 1876 Delegierter zur Democratic National Convention. 1877 und 1883 war Morehouse Abgeordneter im Repräsentantenhaus von Missouri. Ab 1885 war er Vizegouverneur seines Landes. Als der amtierende Gouverneur John S. Marmaduke am 28. Dezember 1887 im Amt verstarb, musste Morehouse dessen angebrochene Amtszeit beenden.
In seiner Amtszeit wurde ein Alkoholgesetz erlassen, das es den einzelnen Verwaltungsbezirken überließ, die Prohibition einzuführen oder abzulehnen. In St. Louis wurde eine Handelskammer gegründet. Ebenfalls in St. Louis tagte damals der amerikanische Gewerkschaftsbund (American Federation of Labor). Außerdem musste sich Morehouse mit einem Eisenbahnstreik auseinandersetzen.

## Weiterer Lebenslauf
Nach etwas mehr als einem Jahr endete Morehouses Amtszeit als Gouverneur am 14. Januar 1889. Danach zog er sich aus der Politik zurück. Er widmete sich seinen privaten Angelegenheiten. Dazu gehörte auch eine Viehzucht. Dort kam es im Jahr 1891 zu einem folgenschweren Unfall, bei dem sich ein Blutgerinnsel im Gehirn bildete, was zeitweise zu geistiger Verwirrung führte. Bei einem solchen Anfall schnitt er sich zwei Tage nach dem Unfall am 23. September 1891 mit einem Messer die Kehle durch.